# Génocide arménien et Shoah

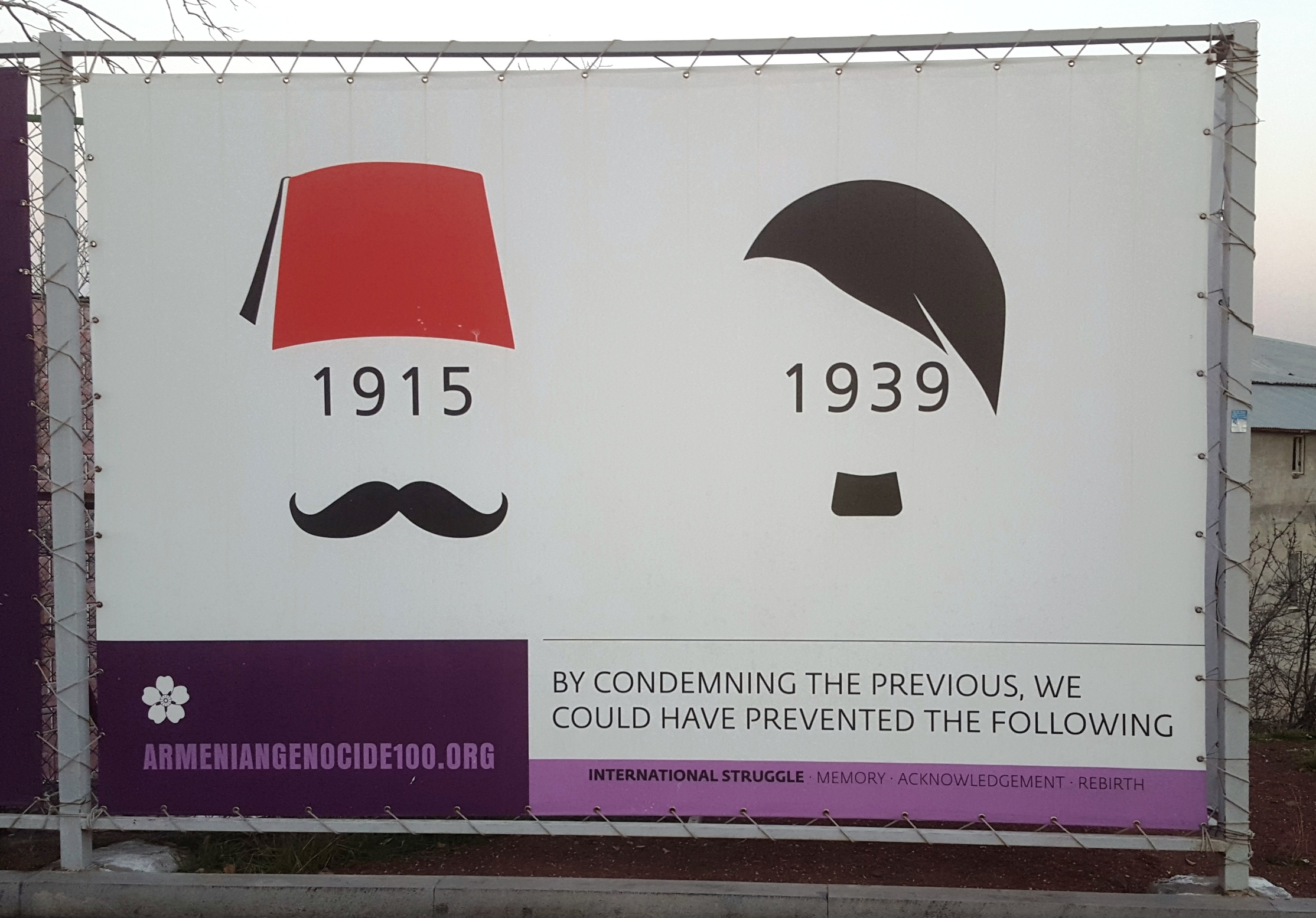
Affiche à Erevan posée lors de la commémoration du 100e anniversaire du génocide arménien en 2015, affirmant que l'Holocauste aurait pu être évité en condamnant le génocide arménien.

La relation entre le génocide arménien et la Shoah est discutée par des universitaires. Il est en effet suggéré que les auteurs de l'Holocauste se soient inspirés de l'exemple ottoman et de l'héritage de son impunité. L'Holocauste et le génocide arménien sont tous deux considérés comme des cas paradigmatiques de génocide au XXe siècle.

## Lien de causalité

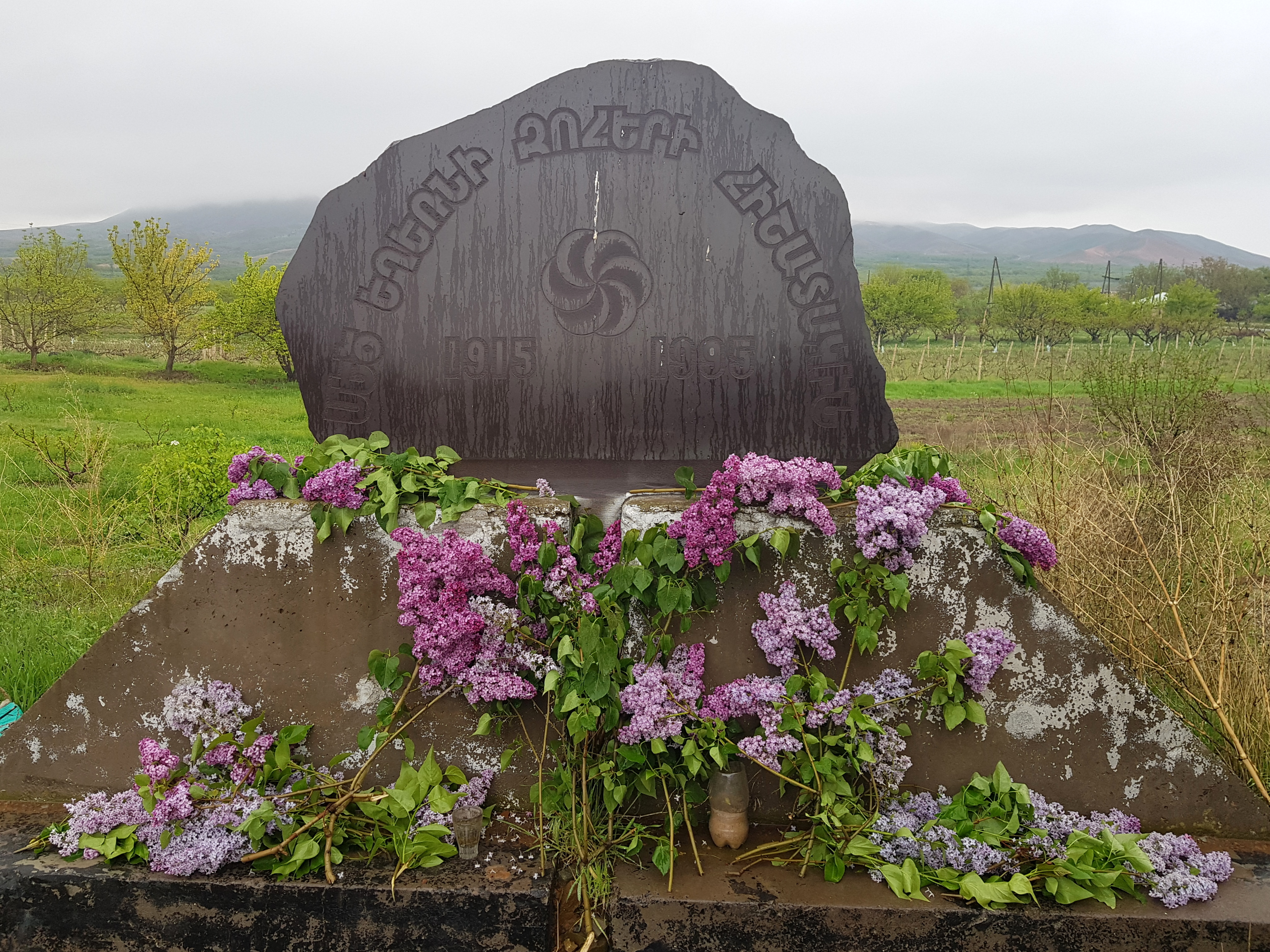
Monument en souvenir du génocide arménien dans le village de Kaghtsrashen.

Selon les historiens Dominik J. Schaller et Jürgen Zimmerer, il est largement admis qu'il existe un lien causal entre le génocide arménien et l'Holocauste. Dans les années 1920, il y a eu « un grand débat sur le génocide » dans la presse allemande qui a conduit de nombreux nationalistes allemands à décider que le génocide était justifié en tant que tactique. Dans son livre Justifying Genocide (2016), Stefan Ihrig écrit qu'il n'y a « pas de preuve irréfutable » pour prouver que le génocide arménien a inspiré l'Holocauste. Cependant, sur la base de diverses preuves accumulées, il conclut que les nazis étaient bien conscients du génocide précédent et, dans une certaine mesure, inspirés par celui-ci. Passant en revue le livre d'Ihrig, l'historien arménien Vahagn Avedian est convaincu qu'« il y a tout simplement trop de facteurs qui relient ces deux cas ensemble ».
Selon Vahakn Dadrian, David Matas, Yair Auron et d'autres chercheurs, les auteurs de l'Holocauste ont été enhardis par l'incapacité de punir les auteurs du génocide arménien,. Selon le spécialiste du droit international M. Cherif Bassiouni, la décision de ne pas poursuivre les criminels de guerre ottomans a ralenti le développement du droit international et rendu plus difficile la poursuite des criminels de guerre nazis. En revanche, après la Seconde Guerre mondiale, les Alliés ont compris le danger de l'impunité et ont créé les procès de Nuremberg.
Lors d'un discours prononcé le 22 août 1939, Hitler aurait déclaré :

« J'ai mis ma SS-Totenkopfverbände en état de préparation - pour le moment uniquement à l'Est - avec l'ordre d'envoyer à la mort sans pitié et sans compassion, hommes, femmes et enfants d'origine polonaise et Langue. Ce n'est qu'ainsi que nous gagnerons l'espace vital (Lebensraum) dont nous avons besoin. Qui, après tout, parle aujourd'hui de l'anéantissement des Arméniens ? »

Bien que cette version du discours soit contestée, il est presque certain qu'Hitler était au courant du génocide arménien puisqu'il était un lecteur avide de journaux et que le génocide était largement couvert par la presse. Des historiens, comme Ihrig et Jersak, ont souligné que les nazis auraient conclu que le génocide pouvait être camouflé sous le couvert de la guerre et resterait impuni,. Selon Ihrig, « Il ne fait aucun doute que les nazis avaient incorporé le génocide arménien, ses "leçons", ses tactiques et ses" avantages "dans leur propre vision du monde et leur vision du nouvel ordre racial qu'ils construisaient" ». Mais Yves Ternon précise qu'Hitler a bien prononcé la phrase, que ce n'était pas la première fois : en 1931 dans une interview il avait déjà fait allusion à ce génocide pour justifier ses projets expansionnistes. Mais ajoute l'auteur, Hitler ne parlait pas en août 1939 des Juifs dont il n'avait pas encore décidé de l'élimination physique. Il pensait aux Slaves polonais qu'il considérait comme des sous-hommes et qu'il enverra également à la mort par millions, mais sans chercher exactement à les exterminer. En juin 1941 quand à l'occasion de l'invasion de l'URSS Hitler projeta la Shoah il dominait alors toute l'Europe et n'avait pas besoin de justifier ses nouveaux forfaits par l'évocation d'anciens crimes de masse oubliés et impunis.

## Analogies tirées par les contemporains
En 1933, l'écrivain juif autrichien Franz Werfel publie Les quarante jours du Musa Dagh, un livre sur la résistance arménienne à Musa Dagh. Le but du livre n'était pas seulement de commémorer les atrocités commises contre les Arméniens, mais d'avertir les gens des conséquences de la haine raciale en général et de les avertir des conséquences du nazisme en particulier. Pendant l'Holocauste, de nombreux Juifs ont trouvé des parallèles entre leur expérience et le livre.
De nombreux anti-nazis ont comparé le sort des Juifs dans l'Allemagne nazie au génocide des Arméniens. Par exemple, un rapport Sopade de février 1939 de la résistance allemande déclarait :

« En ce moment, en Allemagne, l'extermination irrésistible d'une minorité se produit par les moyens brutaux du meurtre, du tourment jusqu'à l'absurdité, du pillage, de l'agression et de la famine. Ce qui est arrivé aux Arméniens pendant la [guerre mondiale] en Turquie, est maintenant commis contre les Juifs, [mais] plus lentement et plus systématiquement. »

Ihrig suggère qu'il n'y a aucune raison pour que les auteurs n'aient pas établi le même lien.
L'inventeur du terme de génocide pour qualifier cette catégorie de crime étatique nouveau, Raphael Lemkin, commence son étude des génocides en 1921 après avoir lu le procès de Soghomon Tehlirian, l'assassin de Taalat Pacha, l'un des organisateurs du génocide arménien,,,. Lorsqu'il crée le terme, en 1943 ou 1944, il nomme ouvertement le génocide arménien en l'appelant un « cas paradigmatique de génocide ».

## Comparaison

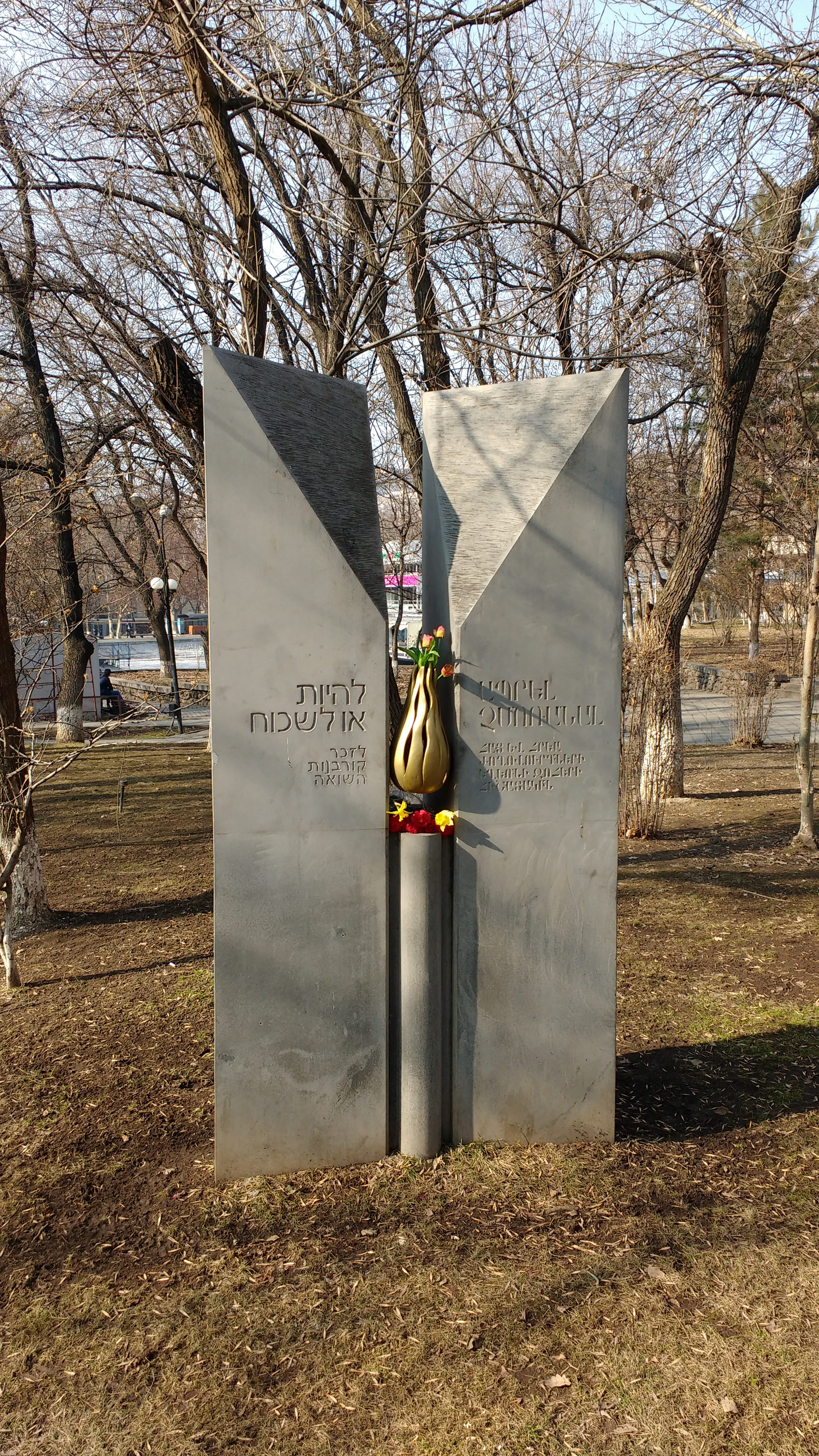
En 2006, un mémorial commémorant le génocide arménien et l'Holocauste a été érigé à Erevan, en Arménie.

L'historien Francis Nicosia écrit que le génocide arménien et l'Holocauste sont les deux génocides les plus comparés du XXe siècle. Pour l'historien Robert Melson, « le génocide arménien et l'Holocauste sont les exemples par excellence de génocide total au XXe siècle ». Richard Lichtheim (de), l'un des Juifs allemands qui, en tant que jeune dirigeant du mouvement sioniste, négociait fiévreusement avec les dirigeants ittihadistes en Turquie en temps de guerre, a décrit « l'extermination planifiée de sang-froid de plus d'un million d'Arméniens ») comme un acte de perpétration « semblable à la croisade de destruction d'Hitler contre les Juifs dans la période 1940-1942, ».
Selon l'historien israélien Yehuda Bauer ,

« Les différences entre l'Holocauste et les massacres arméniens sont moins importantes que les similitudes - et même si le cas arménien n'est pas considéré comme un holocauste dans la forme extrême qu'il a prise envers les Juifs, il en est certainement ce qui s'en rapproche le plus. »

Il existe de nombreuses similitudes avec l'Holocauste, sur des questions telles que la survenue d'une guerre mondiale, la tentative de destruction d'une communauté ethnoreligieuse qui était auparavant des citoyens du régime, la déportation dans les trains ainsi que le rôle du racisme et des préjugés religieux. L'historien Hans-Lukas Kieser déclare : « Dans les deux cas, les jeunes élites impériales et les soi-disant sauveurs de l'empire ont été témoins de manière traumatisante de la perte de pouvoir, de prestige, de territoire et de foyers. Dans une situation politique instable et craignant la ruine impériale et personnelle, ils ont réussi à établir un régime de parti unique qui leur a permis de mettre en œuvre des politiques d'expulsion et d'extermination basées sur une ingénierie sociale darwiniste folle mais calculée ». Il existe également des différences : l'antisémitisme racial n'est pas équivalent au nationalisme turc qui a alimenté le génocide arménien, et contrairement à l'Holocauste au cours duquel de nombreux Juifs sont morts dans des camps de la mort, les méthodes utilisées pour le génocide arménien ont été la déportation, les massacres et la famine.
En 2010, le président de l'Arménie, Serge Sarkissian, a déclaré : « Très souvent, les historiens et les journalistes comparent solidement Deir ez Zor à Auschwitz en disant que « Deir ez Zor est l'Auschwitz des Arméniens ». Je pense que la chronologie nous oblige à formuler les faits à l'envers : « Auschwitz est le Deir ez Zor des Juifs »,.
La comparaison avec l'Holocauste est fortement rejetée dans de nombreux ouvrages niant le génocide arménien, qui tentent de séduire un public juif en "soulignant l'unicité et la différence absolue entre, d'une part, ce qui était bien un génocide réel et horrible et, d'autre part, l'autre, ce qu'ils appellent le canular d'une revendication arménienne politiquement motivée de génocide », selon l'historien Richard Hovannisian.
Le génocide arménien a eu un impact évident à la fois sur l'élite allemande perpétratrice pendant la Seconde Guerre mondiale et sur ses conséquences juridiques ultérieures. En effet, la Commission des crimes de guerre des Nations Unies a utilisé le génocide arménien comme exemple de crimes contre l'humanité dans son rapport de 1948 qui a servi de précédent pour l'article 6 de la Charte de Nuremberg et jeté les bases de la définition par la Convention des Nations Unies sur le génocide.
En retour, l'Holocauste a été présent dans presque tous les aspects du processus de reconnaissance du génocide arménien, invoqué par les deux camps pour plaider en faveur d'une reconnaissance politique plus large conforme au consensus scientifique, ainsi que pour sa négation. Le processus de la politique de la mémoire de chaque cas a joué un rôle significatif, bien que de manière diamétralement opposée, dans la construction de l'identité nationale et du récit respectif de la Turquie d'après la Première Guerre mondiale et de l'Allemagne d'après la Seconde Guerre mondiale. La Turquie s'est basée sur le déni et la révision de l'histoire, tandis que l'Allemagne a choisi de reconnaître les crimes et leurs conséquences.

## Négation
Alors que la négation du génocide arménien est une politique officielle de l'État turc, l'Allemagne a reconnu l'Holocauste et en a payé les réparations. La négation de l'Holocauste est donc un phénomène beaucoup plus marginal.
Dans Perinçek c. Suisse (2015), la Cour européenne des droits de l'homme a déterminé que la négation du génocide arménien relève du droit à la liberté d'expression garanti par l'article 10 de la Convention européenne des droits de l'homme, alors que les États membres sont autorisés à criminaliser la négation de l'Holocauste. Le professeur de droit Uladzislau Belavusau a critiqué cette décision pour "avoir créé une distinction spéculative entre l'Holocauste et d'autres atrocités du XXe siècle" qui équivalait à une banalisation du génocide arménien.
En octobre 2020, Facebook a interdit la négation de l'Holocauste de sa plateforme, mais a continué à autoriser la négation du génocide arménien. Il n'a fourni aucune raison pour ce traitement différent,. L'ancien champion du monde d'échecs Garry Kasparov, lui-même d'ascendance mixte arméno-juive, a critiqué le fondateur de Facebook, Mark Zuckerberg, après la fermeture de sa page Facebook après avoir publié une interview mentionnant le génocide arménien. "Ainsi, la négation de l'Holocauste est désormais interdite sur FB, selon Zuckerberg, mais ceux qui nient le génocide arménien sont les bienvenus sur Facebook - et même récompensés par le blocage des pages de leurs cibles", a déclaré Kasparov. La diaspora arménienne et les groupes anti-haine, tels que l'UGAB, la Ligue anti-diffamation (ADL) et Genocide Watch, ont appelé Facebook à interdire la négation du génocide arménien sur sa plateforme.